# Leigh-Anne Pinnock
Leigh-Anne Pinnock (født 4. oktober 1991) er en engelsk sanger.
Hun er kendt fra pigegruppen Little Mix, som har vundet den britiske udgave af The X Factor i 2011.

## Tidlige liv
Hun er født og opvokset i High Wycombe, Buckinghamshire. Pinnock har aner fra Barbados og Jamaica.

## Privat
Hun annoncerede i december 2016, at hun datede Watford FC-fodboldspiller Andre Gray.
Parret blev forlovet på deres 4-års dag den 28. maj 2020.Parret blev gift den 3. juni 2023 på Jamaica.
Den 16. august 2021 fødte hun tvillinger.